# Uncinula necator
Uncinula necator es una especie de hongo que causa la enfermedad del oídio, que puede ocasionar daños atacando a todos los órganos verdes de la vid. En las hojas en sus estadios iniciales puede parecerse a la infección del mildiu pero las manchas que aparecen suelen ser siempre más pequeñas y nunca muestran la típica pelusilla blanca en el envés, en cambio sí se pueden observar punteaduras pardas.
Es un patógeno común de las especies Vitis, incluida la uva de vino, Vitis vinifera. Se cree que el hongo se originó en América del Norte. Las variedades europeas de Vitis vinifera son más o menos susceptibles a este hongo. Uncinula necator infecta todo el tejido verde en la vid, incluidas las hojas y las bayas jóvenes. Puede causar pérdida de cultivos y mala calidad del vino si no se trata. La etapa sexual de este patógeno requiere humedad libre para liberar ascosporas de sus cleistotecios en la primavera. Sin embargo, la humedad libre no es necesaria para la propagación secundaria a través de conidios; La alta humedad atmosférica es suficiente. Su anamorfo se llama Oidium tuckeri.
Produce olores comunes como 1-octen-3-ona y (Z)-1,5-octadien-3-ona.
Este moho puede ser tratado con azufre o fungicidas; sin embargo, se ha desarrollado resistencia a varias clases de productos químicos como Benomyl, los DMI y las estrobilurinas. Si bien los fungicidas sintéticos a menudo se recomiendan como aplicaciones cerca de la floración, es común incluir azufre en una mezcla de tanque para ayudar con el manejo de la resistencia.

## Huéspedes y síntomas
Estos hongos polvorientos generalmente son específicos del huésped. Uncinula necator es el patógeno que causa el mildiu polvoriento en la uva. Los hospedadores más susceptibles de este patógeno son miembros del género Vitis. Los signos de mildiu polvoriento son ampliamente reconocibles y fácilmente identificables. La mayoría de ellos se pueden encontrar en los lados superiores de las hojas; sin embargo, también puede infectar los lados inferiores, brotes, flores, frutos jóvenes y tallos jóvenes. Una gran parte de la planta infectada está formada por micelios, conidios y conidióforos de color blanco grisáceo y polvoriento. Los casmotecios, que son las estructuras de hibernación, se presentan como pequeñas estructuras frutales esféricas que van desde el blanco hasta el color marrón amarillento al negro, y tienen aproximadamente el tamaño de la cabeza de un alfiler. Los síntomas que se producen como resultado de la infección incluyen necrosis, retraso del crecimiento, encrespamiento de la hoja y una disminución en la calidad de la fruta producida.

## Ciclo de la enfermedad
El mildiú polvoriento es una enfermedad policíclica (una que produce un inóculo secundario) que inicialmente infecta la superficie de la hoja con el inóculo primario, que es conidios del micelio, o inóculo secundario, que es una estructura de hibernación llamada casquimecio. Cuando la enfermedad comienza a desarrollarse, parece una sustancia blanca en polvo.
El proceso de inóculo primario comienza con la unión de ascogonio (hembra) y anteridio (macho) para producir una descendencia. Esta descendencia, un joven chasmotecio, se usa para infectar al huésped inmediatamente o hibernar en el huésped para infectar cuando el momento es el correcto (generalmente en primavera). Para infectar, produce un conidióforo que luego lleva conidios. Estos conidios se mueven a lo largo de una superficie susceptible para germinar. Una vez que estas esporas o conidios germinan, producen una estructura llamada haustoria, capaz de "chupar" nutrientes de las células de la planta directamente debajo de la epidermis de la hoja. En este punto, los hongos pueden infectar hojas, brotes y ramitas que luego infectan otras plantas o infectan aún más al huésped actual. Desde este punto, se ven más signos de polvo blanco de mildiú polvoriento, y estas estructuras producen inóculo secundario para reinfectar al huésped con micelio y conidios, o usan el micelio para producir inóculo primario en otra planta.
Para que se produzca la germinación utilizando un chasmotecio, el mismo debe estar expuesto a las condiciones ambientales adecuadas para romper la estructura y así liberar esporas con la esperanza de que germinen. La germinación de los conidios se produce a temperaturas entre 7 y 31 °C y se inhibe por encima de 33 °C. La germinación es mayor a 30-100% de humedad relativa.

## Ambiente
El oídio de la uva se desarrolla en ambientes cálidos y húmedos e infecta tejidos de plantas más jóvenes como frutas, hojas y tallos y brotes verdes. El agua libre puede interrumpir las conidias y solo requiere un microclima húmedo para la infección. La mayoría de las infecciones comienzan cuando cae la lluvia de primavera (2,5 mm) y las temperaturas son de aproximadamente 15 °C o más. Las tasas de infección disminuyen a temperaturas superiores a 30 °C, ya que la evaporación del agua se produce fácilmente. Las condiciones más frías, como el sombreado y la aireación deficiente, promueven la infección debido a una mayor humedad relativa, de manera óptima del 85% o más. Sin embargo, la esporulación ocurre en niveles tan bajos como 40%. Las esporas se dispersan principalmente por el viento y la lluvia.
Los tejidos jóvenes subdesarrollados son más susceptibles a la infección, principalmente hojas y frutos. Los cultivares de clima más cálido de Vitis vinifera e híbridos franceses brindan protección contra el invierno en brotes y en climas de inviernos moderados. Los cultivares americanos son generalmente menos susceptibles a la infección a menos que un invierno inusualmente cálido no mate a los chasmothecia en los brotes. La mayoría de los chasmothecios sobreviven en la vid, donde se proporciona amplia protección en la corteza.

## Administración
Lo primero y más importante es que los factores ambientales limitantes que promueven la infección son clave para el manejo del oídio en las uvas. Los sitios óptimos cuentan con pleno sol en todas las estructuras de la uva y amplia aireación para reducir los microclimas húmedos bajo las hojas de sombra. La poda de vides y racimos y la siembra en una pendiente suave y la orientación en filas que corren hacia el norte y el sur promueven el pleno sol y la aireación. El espolvoreo de hojas y bayas con cal y azufre fue efectivo en la década de 1850 durante la epidemia de Europa.
Las prácticas agrícolas orgánicas actuales todavía utilizan una formulación de azufre como tratamiento para el mildiú polvoriento. Sin embargo, algunos cultivares como Concord son susceptibles a daños fitotóxicos con el uso de azufre. Dado que el hongo crece en las superficies de los tejidos en lugar de dentro de las células epiteliales, se recomiendan las aplicaciones tópicas de aceites y otros compuestos. Los sistemas de agricultura orgánica y convencional utilizan programas integrados de manejo de plagas, mientras que el último prescribe la adición de fungicidas.
Las aplicaciones típicas de los fungicidas ocurren durante la pre-floración y durante 2 a 4 semanas después de la floración. Si el año anterior fue un entorno propicio para la infección o si el año en curso tuvo un invierno cálido, se recomiendan los rociadores anteriores debido a una cantidad potencialmente mayor de chasmotecios durante el invierno. Si son cálidos y húmedos, los conidios se producen cada 5-7 días durante la temporada de crecimiento. Para limitar la resistencia al mildiú polvoriento, los cultivadores alternan los tratamientos empleando múltiples modos de acción.

## Importancia
La enfermedad afecta a las uvas en todo el mundo, dejando a todas las empresas de uva agrícolas en riesgo de Uncinula necator. El moho polvoriento de la uva afecta el tamaño de las vides, el rendimiento total de la fruta, así como el sabor del vino producido a partir de uvas infectadas. La enfermedad también puede hacer que las flores se caigan y no puedan producir frutos.